# Vuelo 70 de Omega Aerial Refueling Services
El vuelo 70 de Omega Aerial Refueling Services se suponía que proporcionaría reabastecimiento aéreo a los F-18 de la Armada de los Estados Unidos, Se estrelló en el despegue tras una separación del motor.

## Aeronave

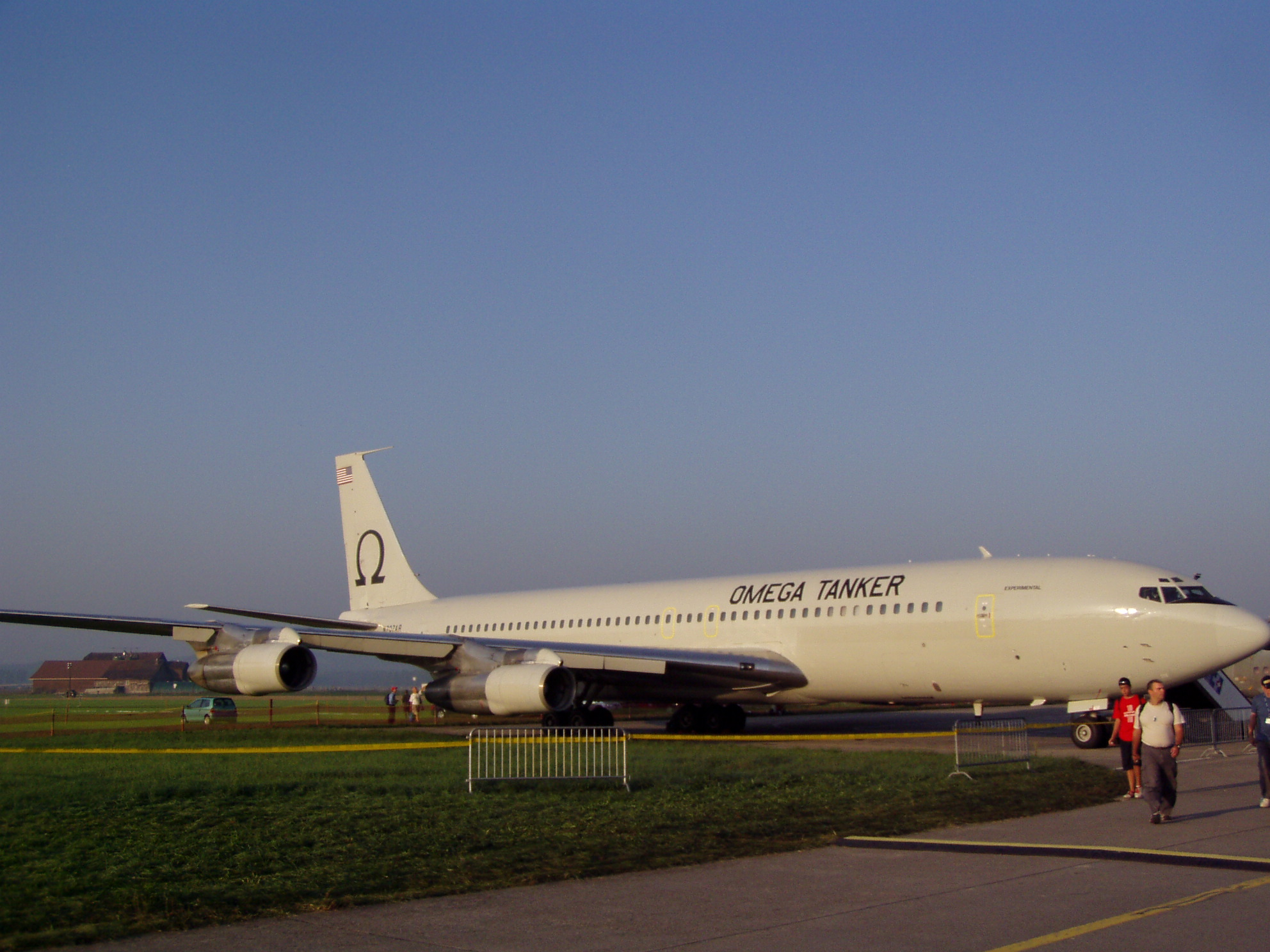
La aeronave involucrada en el accidente,fotografiada dos meses antes

El avión era un Boeing 707-321B modificado. Fue construido en 1969 y en el momento del accidente acumulaba 47.856 horas de vuelo con 15.186 ciclos de vuelo. Omega adquirió la aeronave el 29 de julio de 1994, antes de lo cual era propiedad de 5 operadores. En 1996 se transformó en petrolero.

## Tripulación
El comandante, de 41 años, acumulaba 5.117 horas de vuelo (2.730 horas en el 707). Fue contratado por Omega en septiembre de 2008. En el momento del accidente tenía habilitaciones de tipo para los Boeing 707 y 720, Beriev Be-200 y Airbus A320. Fue piloto de la Armada y voló en el 707 y el BE-6. También voló el BKA en Europa, así como el Airbus A320 para United Airlines (como primer oficial). Según los informes, voló algunos vuelos con los 707 de Principal Air. 
El copiloto, de 45 años, tenía 4.052 horas de vuelo (2.900 horas en el 707). Fue contratado por Omega en octubre de 2008. En la Armada voló el RT-1J, BE-6 y BC-12H. En Omega voló el McDonnell Douglas DC-10 y el 707. Tenía habilitaciones de tipo en los Boeing 707 y 720, Beriev Be-200 y el DC-10. 
El ingeniero de vuelo, de 50 años, tenía alrededor de 9.000 horas de vuelo (6.500 horas en el 707). Fue contratado por Omega en noviembre de 2002. En la USAF voló el Lockheed C-141 Starlifter. También voló Boeing 707 y Boeing 747. Fue calificado en el 707 y el DC-10.

## Accidente
La tripulación, compuesta por el capitán, el primer oficial y el ingeniero de vuelo, realizó una inspección previa al vuelo y no encontró nada fuera de lo común. Durante el rodaje se reportaron vientos de 280° a 24 nudos, con rachas de 34 nudos. La tripulación calculó la velocidad de decisión de despegue en 141 nudos y la velocidad de rotación en 147 nudos, que los pilotos aumentaron en 5 nudos para compensar las ráfagas. A las 17:23 PDT, se autorizó el despegue del vuelo por la pista 21 y se indicó a la tripulación que girara a la izquierda 160° después de la salida. El recorrido de despegue fue normal y el avión despegó de la pista. 

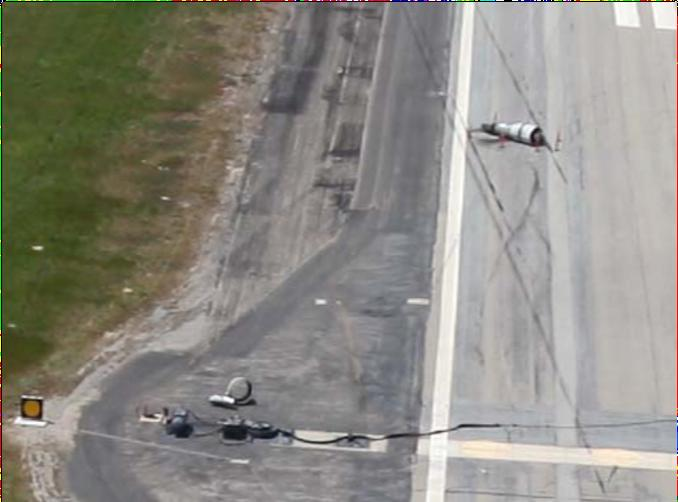
El motor 2 en la pista 21. También se puede ver el punto de salida de la pista

Poco después del despegue, 20 pies por encima y 7000 pies por la pista, el motor Nº 2 se separó del ala y golpeó la cubierta de entrada del motor Nº 1, lo que provocó que produjera resistencia y empuje reducido. Incluso con el alerón y el timón completamente a la derecha, el avión comenzó a descender y desviarse hacia la izquierda. El capitán bajó el morro de la cabina y niveló las alas, después de lo cual el avión la aeronave impacta  múltiples veces con la pista. Después del aterrizaje, el avión se desvió hacia la izquierda y salió de la pista, cruzando una calle de rodaje antes de detenerse en un pantano de agua salada. Un incendio estalló y consumió la parte superior de la cabina donde se transportaba casi 116 570 kg de combustible y también casi consumió la cabina de los pilotos, Los 3 miembros de la tripulación sobrevivieron.

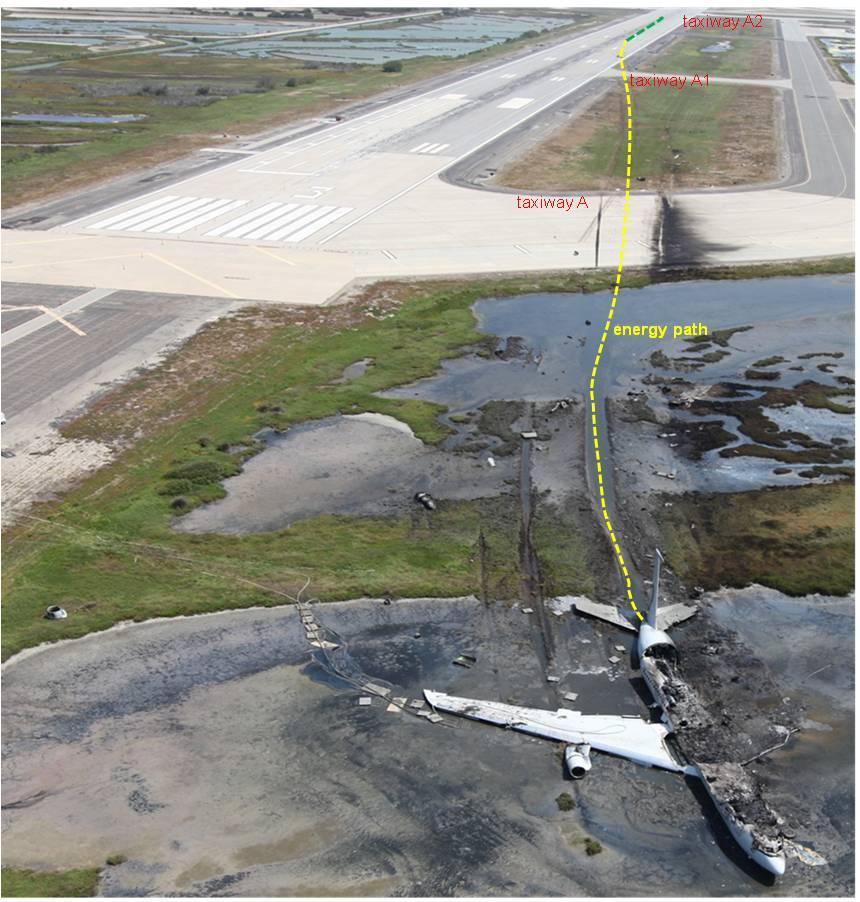
Los restos del vuelo 70 en el pantano

## Investigación

### Inicio de los problemas
Horas antes del accidente  el accesorio del larguero central tenía una configuración de ángulo recto en la que la espiga vertical se une al mamparo del pilón y las espigas superiores e inferiores horizontales intercalan el larguero central del pilón. La crítica en el centro del accesorio está unida al accesorio de soporte de arrastre delantero en la parte inferior del ala. Se observaron fracturas del accesorio del larguero medio en las espigas horizontales superior e inferior en el radio, donde las espigas se fusionan con la orejeta en el centro del accesorio.
Según Boeing, antes del accidente, se informaron 45 grietas en los accesorios del larguero medio, incluidas 3 separaciones del motor. 

### Boletines de servicio y mantenimiento de aeronavegabilidad
Entre 1975 y 1993 se publicaron una serie de boletines de servicio de Boeing y directivas de aeronavegabilidad de la Administración Federal de Aviación (FAA) para abordar las grietas del larguero medio. Estos incluyeron inspecciones iniciales en los accesorios de las partes central del motor Nº 2 y Nº 3, seguidas de inspecciones visuales repetitivas. Cuando finalmente se reemplazaron los accesorios por otros con radios más grandes en áreas críticas, se dieron por terminadas las inspecciones. También se iban a instalar franjas de caída de las partes críticas de los motores, que se suponía que indicaban cuándo se rompía una estructura de soporte de los motores. 
Omega realizó inspecciones visuales de 1996 a 2003, cuando una revisión de registros encontró que los accesorios fueron reemplazados por el operador anterior del avión en 1983. Debido a esto, detuvieron las inspecciones, sin embargo, la inspección posterior al accidente mostró que no se llevó a cabo tal reemplazo. Debido a esta fatiga, se permitió que se formaran grietas en los accesorios viejos inadecuados.

## Causa
La Junta Nacional de Seguridad en el Transporte (NTSB) determina que la causa probable de este accidente fue:

La falla de un accesorio del larguero central, que era susceptible de agrietarse por fatiga y debería haber sido reemplazado por una versión más nueva y más resistente a la fatiga del accesorio según lo exige una directiva de aeronavegabilidad. También fue causal una entrada de mantenimiento errónea realizada por un propietario de aeronave anterior, que reflejaba incorrectamente que se había instalado el accesorio más nuevo.

~ Junta Nacional de Seguridad en el Transporte (NTSB)